# 孔旼
孔旼（994年—1060年），字宁极，北宋兖州曲阜人，孔子四十六代孙。
孔旼隐居在汝州龙兴县龙山滍阳城，性孤傲高洁，喜读书。喜欢听人之善，动止必依礼法。当地有饥荒，他用粮食周济邻人，所居百余里，被乡里人所爱慕。汝州人争讼，不听有司而听孔旼。其父去世，庐墓三年，卧破棺中。宋仁宗庆历七年（1047年），知州上奏行义之事。嘉祐三年（1058年），因推荐授任为秘书省校书郎。嘉祐四年（1059年）担任守光禄寺丞，致仕。晚年好学《周易》及《老子》。著有《易大衍》。去世后，赠太常丞。